# Anenii Noi
Anenii Noi je město ve středovýchodním Moldavsku a zároveň správní město stejnojmenného okresu. Nachází se 36 kilometrů severovýchodně od hlavního města Kišiněv.
Podle sčítání lidu z roku 2004 spravuje město 11 463 obyvatel. Tato oblast se skládá ze samotného města, které má 8 358 obyvatel, a pěti příměstských vesnic: Albiniţa s počtem 370 obyvatel, Beriozchi s počtem 647 obyvatel, Hîrbovăţul Nou s počtem 484 obyvatel, Ruseni s počtem 1 090 obyvatel, a Socoleni s počtem 514 obyvatel. Z 10 872 obyvatel zaznamenaných při sčítání lidu v roce 2014 je 6 756 Moldavanů, 1 894 Ukrajinců, 1 427 Rusů, 294 Rumunů, 81 Gagauzů, 200 Bulharů a 33 Romů. Při sčítání lidu v roce 1930 zde byly dvě lokality: Anenii Noi s počtem 661 obyvatel (558 besarabských Němců, 30 Rusů, 19 Rumunů a 4 Poláci), a Anenii Vechi s počtem 990 obyvatel (891 Rusů, 74 Rumunů, 19 Němců, 4 Židé a 2 Bulhaři) v Plasa Bulboaca v Tighinské župě.
V Anenii Noi jsou dvě restaurace a několik továren. Z Kišiněva je zajištěna pravidelná doprava s intervalem půlhodiny.

## Mezinárodní vztahy

### Partnerská města
Anenii Noi je partnerský městem sídel:
- Korosteň, Ukrajina
- Babrujsk, Bělorusko

## Galerie

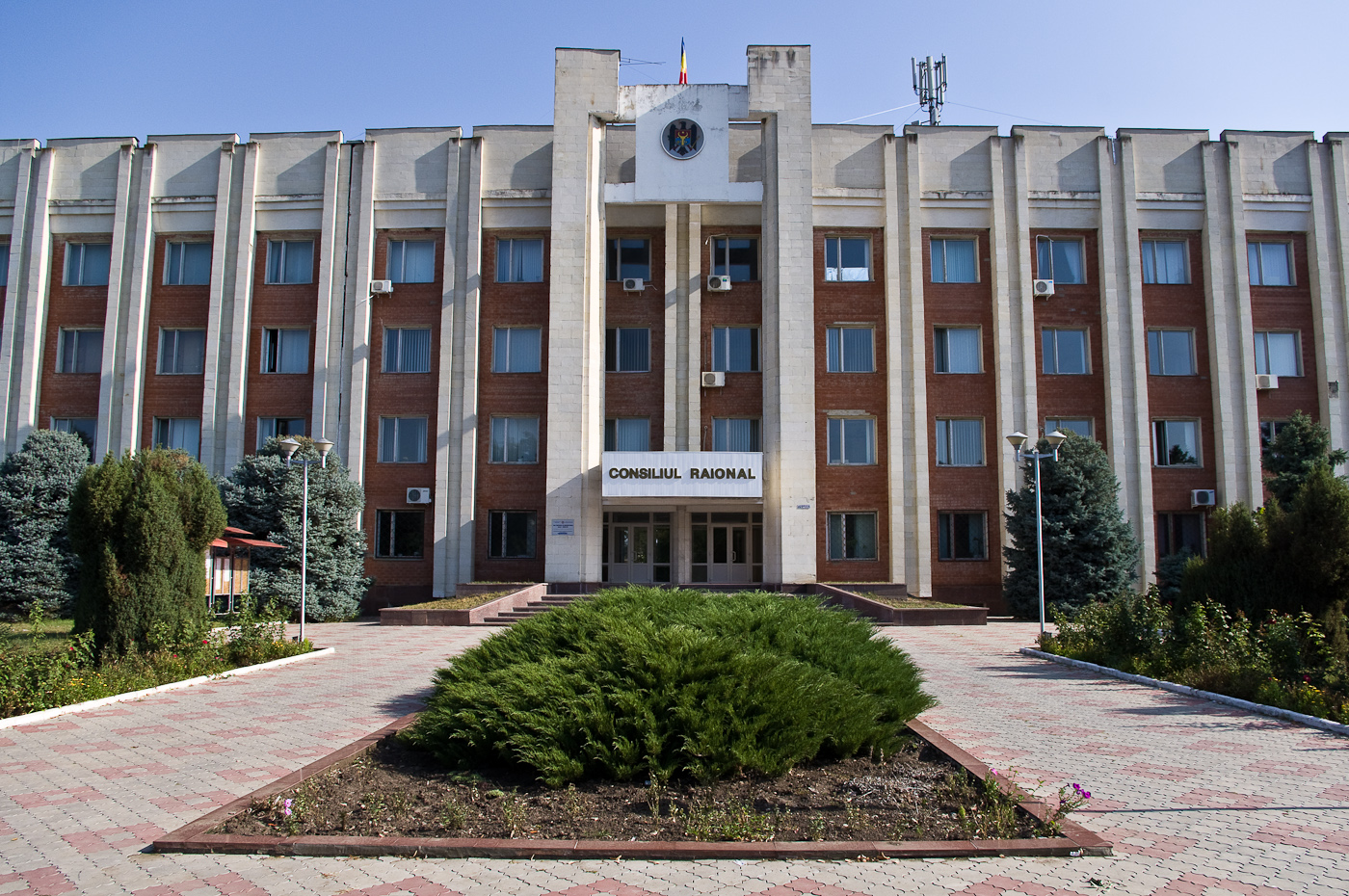
okresní zastupitelstvo
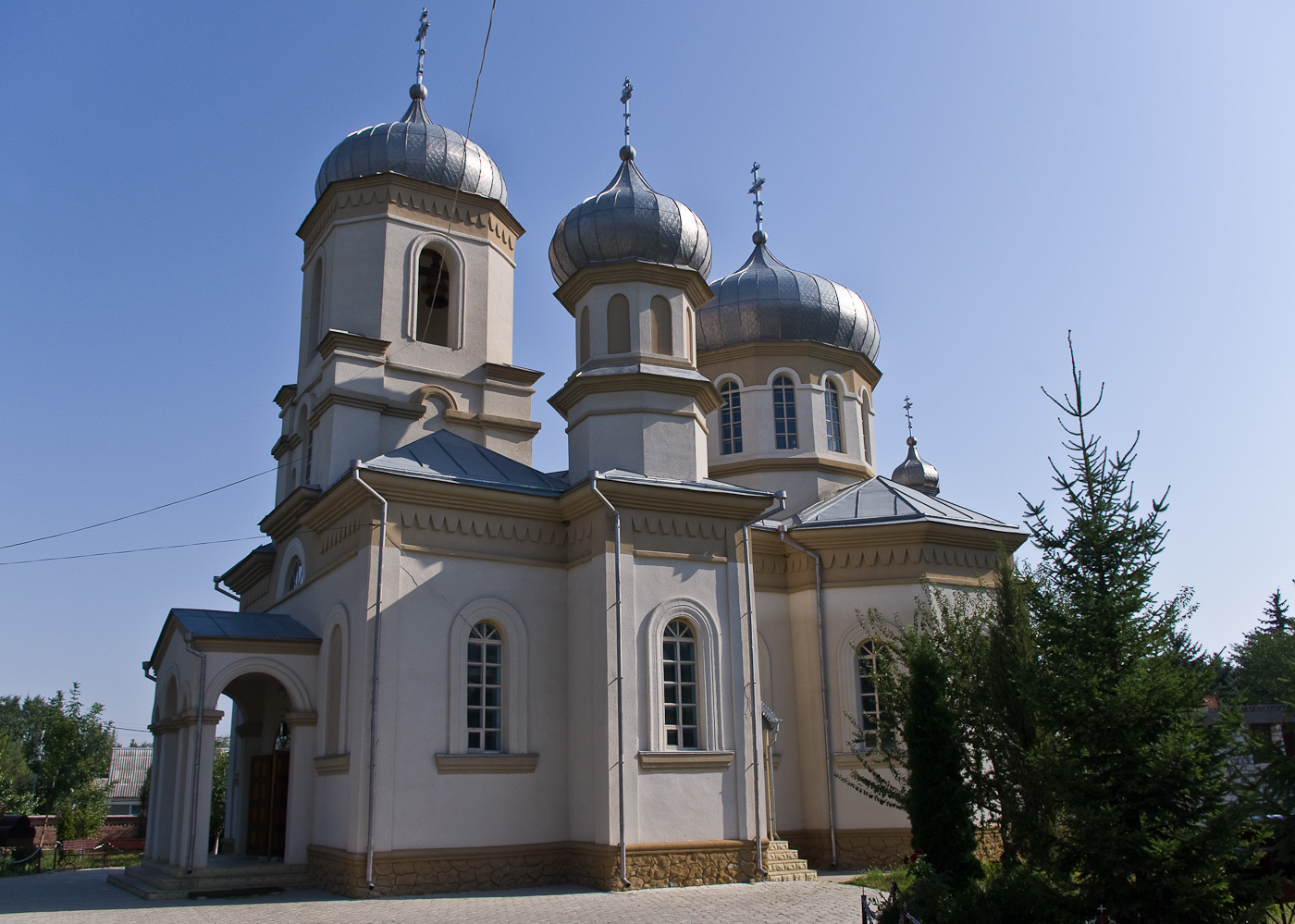
kostel svatého Demetria
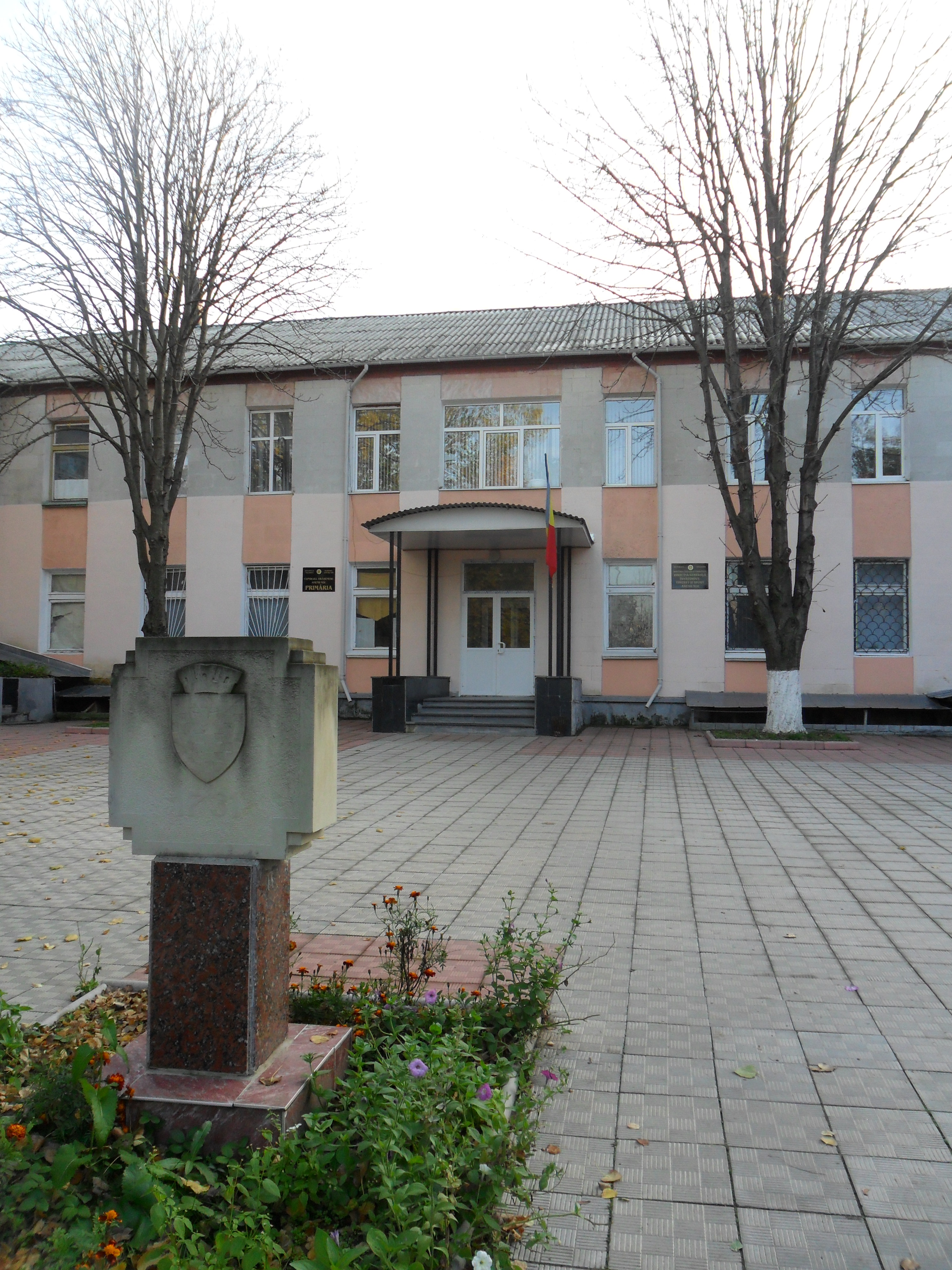
radnice
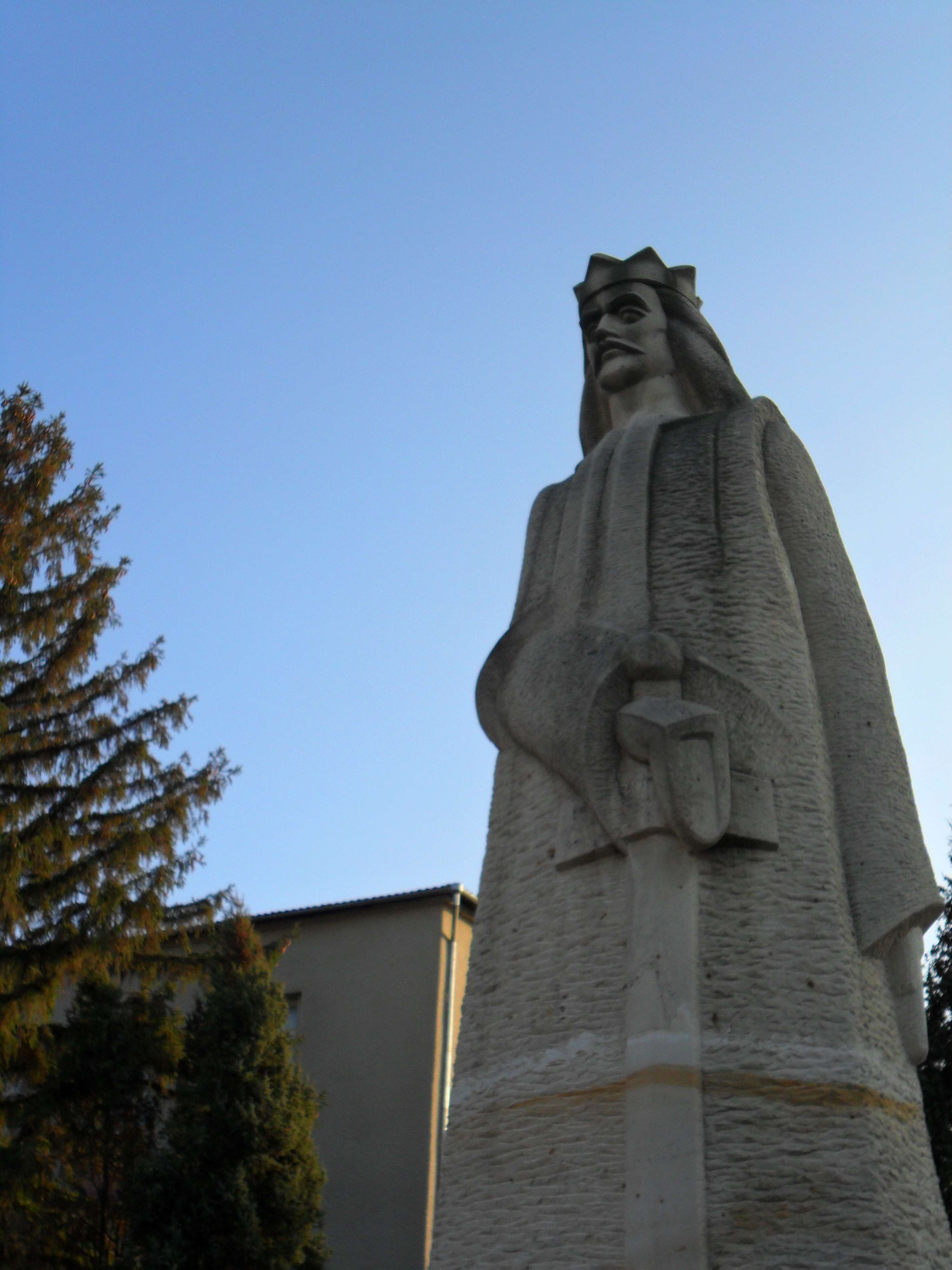
památník Štěpána III. Velikého